# Атанас Комшев
Атанас Славчев Комшев (болг. Атанас Славчев Комшев; 23 жовтня 1959, село Деветинці, Бургаська область — 12 листопада 1994, Софія) — болгарський борець греко-римського стилю, триразовий срібний та дворазовий бронзовий призер чемпіонатів світу, дворазовий чемпіон, дворазовий срібний та бронзовий призер чемпіонатів Європи, чемпіон Олімпійських ігор.

## Біографія
Виступав за Центральний спортивний клуб армії із Софії.
У 1982 завоював свою першу медаль на турнірі найвищого рівня — став бронзовим призером чемпіонату Європи у Варні. Того ж року дійшов до фіналу чемпіонату світу, програвши там Франку Андерссону зі Швеції.
Наступного року став другим і на світовій, і на європейській першостях. В обох фіналах поступився радянському борцеві Ігорю Канигіну.
Ще через рік — у 1984 виграв свій перший турнір найвищого рівня — чемпіонат Європи в Єнчепінгу. У фіналі взяв реванш за поразки попереднього року в Ігоря Канигіна. Чемпіонат світу того року не проводився через Олімпіаду, що мала проводитись у Лос-Анджелесі, але і на неї Атанас Комшев не потрапив через бойкот ігор Радянським Союзом та його сателітами, до яких входила і Болгарія.
У 1985 завоював бронзову медаль світової першості.
Наступного року вдруге став чемпіоном Європи, перемігши у вирішальному поєдинку Франца Пічманна з Австрії. На чемпіонаті світу став срібним призером, поступившись у фіналі поляку Анджею Маліні.
У 1987 втратив титул чемпіона Європи у фінальній сутичці з радянським борцем Володимиром Поповим. На чемпіонаті світу здобув бронзову нагороду.
1988-й став вершиною спортивної кар'єри Атанаса Комшева — він став чемпіоном XXIV літніх Олімпійських ігор в Сеулі.
Ця медаль стала останньою для болгарського борця на змаганнях найвищого рівня. Він продовжував боротися ще чотири роки і в 1992 вдруге поїхав на Олімпіаду, але програв дві сутички з трьох і залишився без медалі, посівши одинадцяте місце. Після цього завершив спортивну кар'єру.
2 листопада 1994 року Атанас Комшев їхав на автівці Saab із Софії до Варни. За кермом був його друг. За 16 км до міста Велико-Тирново, біля села Пушево автомобіль врізався у вантажівку з цеглою. Після двох операцій на мозку, зроблених спочатку у Велико-Тирново, вдруге — у військовому госпіталі Софії, 12 листопада 1994 року Атанас Комшев помер.

## Вшанування пам'яті
У 2015 році в місті Карнобат, що разом з рідним селом Атанаса Комшева входить до однойменної общини, був організований турнір з класичної боротьби серед молодих спортсменів «Атанас Комшев» в пам'ять про золотого медаліста Сеула. Змагання стали результатом співпраці спортивного клубу боротьби «Олімпієць-Атанас Комшев» і муніципалітету Карнобата. Велику роль у створенні і організації цього турніру відіграла сестра Атанаса Комшева Марія, яка живе в Карнобаті.

## Спортивні результати

### Виступи на Олімпіадах
| Змагання                    | Збірна   | Вагова категорія | Місце  |
| --------------------------- | -------- | ---------------- | ------ |
| Літні Олімпійські ігри 1988 | Болгарія | 90 кг            | Золото |
| Літні Олімпійські ігри 1992 | Болгарія | 100 кг           | 11     |

### Виступи на Чемпіонатах світу
| Змагання                        | Збірна   | Вагова категорія | Місце  |
| ------------------------------- | -------- | ---------------- | ------ |
| Чемпіонат світу з боротьби 1982 | Болгарія | 90 кг            | Срібло |
| Чемпіонат світу з боротьби 1983 | Болгарія | 90 кг            | Срібло |
| Чемпіонат світу з боротьби 1985 | Болгарія | 90 кг            | Бронза |
| Чемпіонат світу з боротьби 1986 | Болгарія | 90 кг            | Срібло |
| Чемпіонат світу з боротьби 1987 | Болгарія | 90 кг            | Бронза |
| Чемпіонат світу з боротьби 1989 | Болгарія | 90 кг            | 10     |
| Чемпіонат світу з боротьби 1991 | Болгарія | 100 кг           | 4      |

### Виступи на Чемпіонатах Європи
| Змагання                         | Збірна   | Вагова категорія | Місце  |
| -------------------------------- | -------- | ---------------- | ------ |
| Чемпіонат Європи з боротьби 1981 | Болгарія | 90 кг            | 5      |
| Чемпіонат Європи з боротьби 1982 | Болгарія | 90 кг            | Бронза |
| Чемпіонат Європи з боротьби 1983 | Болгарія | 90 кг            | Срібло |
| Чемпіонат Європи з боротьби 1984 | Болгарія | 90 кг            | Золото |
| Чемпіонат Європи з боротьби 1986 | Болгарія | 90 кг            | Золото |
| Чемпіонат Європи з боротьби 1987 | Болгарія | 90 кг            | Срібло |
| Чемпіонат Європи з боротьби 1992 | Болгарія | 100 кг           | 4      |

### Виступи на інших змаганнях
| Змагання                           | Збірна   | Вагова категорія | Місце  |
| ---------------------------------- | -------- | ---------------- | ------ |
| Балканські ігри 1979               | Болгарія | 90 кг            | Срібло |
| Гран-прі Німеччини з боротьби 1981 | Болгарія | 90 кг            | 11     |
| Золотий Гран-прі з боротьби 1987   | Болгарія | 90 кг            | Золото |
| Гран-прі FILA 1987                 | Болгарія | 90 кг            | Срібло |
| Гран-прі FILA 1988                 | Болгарія | 90 кг            | 4      |
| Гран-прі Німеччини з боротьби 1992 | Болгарія | 100 кг           | 8      |
| Гран-прі Німеччини з боротьби 1992 | Австрія  | 90 кг            | 11     |
| Гран-прі Німеччини з боротьби 1993 | Австрія  | 90 кг            | 9      |